# János Széles
János Széles (ur. w 1909 w Kispestcie, zm. 8 lipca 1981 w Buenos Aires) – węgierski bokser, mistrz Europy, olimpijczyk.
Uczestnicząc w Igrzyskach Olimpijskich w Amsterdamie 1928 roku, osiągnął ćwierćfinał w wadze koguciej.
Startując w Mistrzostwach Europy w Budapeszcie 1930 roku, wywalczył złoty medal w kategorii koguciej.
Zdobył trzy tytuły mistrza Węgier w 1928 i 1930, w wadze koguciej, a w 1929 roku, w kategorii piórkowej.